# Этерикан (пролив)
Этерикан (якут. Этэрикээн силбэһиитэ) — пролив в Северном Ледовитом океане, отделяет остров Малый Ляховский на северо-западе от острова Большой Ляховский на юго-востоке. Соединяет море Лаптевых и Восточно-Сибирское море.
Пролив открыт в 1759—1760 гг. промышленником-мореходом якутом Этериканом и назван в честь первооткрывателя.
Длина около 25 км. Минимальная ширина 13 км. Максимальная глубина около 10 м. Берег низменный, болотистый. Покрыт льдом большую часть года.
На южном берегу пролива выделяется мыс Большой Ванькин. В пролив впадает много рек и ручьев, крупнейшие из которых Тинкир, Уюргаки, Базисный и Ванькина. На обоих побережьях встречаются отмели. В северной части пролива расположены бухта Толля и лагуна Уюргаки (которая отделена узкой косой), в южной части находится отмель Боруога.
Берега пролива не заселены. Согласно административно-территориальному делению России пролив находится в акватории Булунского улуса Якутии.